# Canal d'Augustów
Le canal d'Augustów est un canal reliant la Pologne en voïvodie de Podlachie près d'Augustów à l'oblast de Grodno (Hrodna) en Biélorussie et qui relie la Vistule et le Niémen, en passant par les rivières de la Biebrza, Netta et Czarna Hancza. Au nord du canal s'étend la région de Mazurie.
La longueur du canal est de 101,2 km, dont 22 km sur le territoire de la Biélorussie et environ 79 km sur celui de la Pologne.
Le canal comprend une série d'écluses et de pont mobiles. Depuis sa création, il est considéré comme une merveille du fait des régions naturelles qu'il traverse et aussi par ses nombreuses écluses qui jalonnent son parcours.
Le canal est présenté dans la liste indicative du patrimoine mondial de l'UNESCO, pour la Biélorussie et la Pologne, depuis le 30 janvier 2004.

Canal d'Augustów

## Histoire

### Construction (1821-1850)
Les raisons de la construction du canal furent politiques et économiques. Le projet de construction du canal revient à l'homme d'État polonais, ministre de l'économie, le prince Franciszek Ksawery Drucki-Lubecki (1779—1846). En 1821, la Prusse imposa unilatéralement des droits prohibitifs pour le transit des marchandises en transit sur son territoire en provenance de Pologne et de Lituanie, bloquant ainsi l'accès à la mer pour les marchands,. En 1822, le royaume de Pologne bénéficiait d'une autonomie commerciale par rapport à la Russie. La nécessité impérieuse d'un corridor de contournement du territoire Prusse depuis le centre du royaume de Pologne jusqu'à la côte de Courlande et les ports russes de la Baltique se fit jour. La région serait ainsi indépendante du port de Gdansk/Dantzig. En 1824 le projet de canal d'une longueur totale de 395 km fut présenté à l'empereur Alexandre Ier de Russie qui était encore également Roi de Pologne à cette époque et il l'approuva l'année même. La région de Pologne devenait ainsi indépendante des ports de la Prusse.
Le premier directeur des constructions fut le colonel Ignacy Prądzyński (pl) (1792—1850). En 1826, il fut arrêté pour trahison, mais par la suite il occupa des fonctions importantes auprès des révolutionnaires durant l'insurrection de novembre 1830, dirigée contre la Russie. L'essentiel des travaux fut terminé en 1830. Durant l'époque de l'insurrection de novembre 1830, les travaux furent arrêtés. Après l'insurrection, la direction de l'achèvement des travaux fut confiée à l'ingénieur Teodor Urbański. Plus de 7 000 travailleurs participèrent aux travaux sous la direction du général et ingénieur français Jan Chrzciciel de Grandville Malletski et du colonel Rossman. Le canal fut ouvert en 1839. Quantités de ponts, des bacs et 18 écluses complètent le canal lui-même.
La dernière partie du canal (la « Windawska») devait créer un lien commercial avec le port de la Baltique en Lettonie Ventspils (en polonais : Windawa),,,, La construction de la section finale "windawski" (Windawski Canal (en)), qui devait être relié à la route commerciale vers Ventspils, fut abandonnée du fait de l'insurrection de novembre 1830 en Pologne dirigée contre la Russie et de la révision des traités avec la Prusse,.

### Déclin et abandon (1850-1920)
En 1837, en Russie, le chemin de fer fit son apparition. Notamment avec la ligne Saint-Pétersbourg-Varsovie. Progressivement, le canal commença à décliner et à ne plus servir que pour le transport forestier et l'économie agricole locale et sporadiquement pour du transport de marchandises entre la Vistule et le Niémen. Des barges en bois étaient tirées, quand il fallait aller à contre-courant, par des chevaux et parfois des haleurs.

### Reconstruction et renaissance (1920-1945)
La Première Guerre mondiale et la guerre russo-polonaise causèrent des dégâts au canal mais ils furent réparés par la deuxième république de Pologne dès 1920.
Entre les deux Guerres mondiales, le canal devint un lieu touristique recherché. À l'écluse de Dąbrówka (Dambroŭka), chaque année, avait lieu une fête réputée que l'on appelait « fête de la Mer ». Sur l'itinéraire Grodno-Augustów-Grodno, deux bateaux à vapeur transportaient régulièrement des passagers.
Le long du canal courait un itinéraire touristique pittoresque et les promeneurs y trouvaient tout ce qui était nécessaire pour faire de la barque, du kayak, du canoë ou de la voile.
Durant la Seconde Guerre mondiale, les ouvrages d'art de la partie biélorusse du canal furent lourdement endommagés. L'écluse de Czortok (Čartok) fut à moitié détruite. Au cours de leur retraite, les forces allemandes détruisirent 3 écluses, 8 barrages et 12 ponts. Après la guerre, une partie du canal fut réparée en Pologne mais la partie biélorusse fut laissée en l'état et abandonnée, ce n'est qu'en 2004-2006 que la partie biélorusse fut également restaurée.

### Partition et reconstruction (1950-2005)

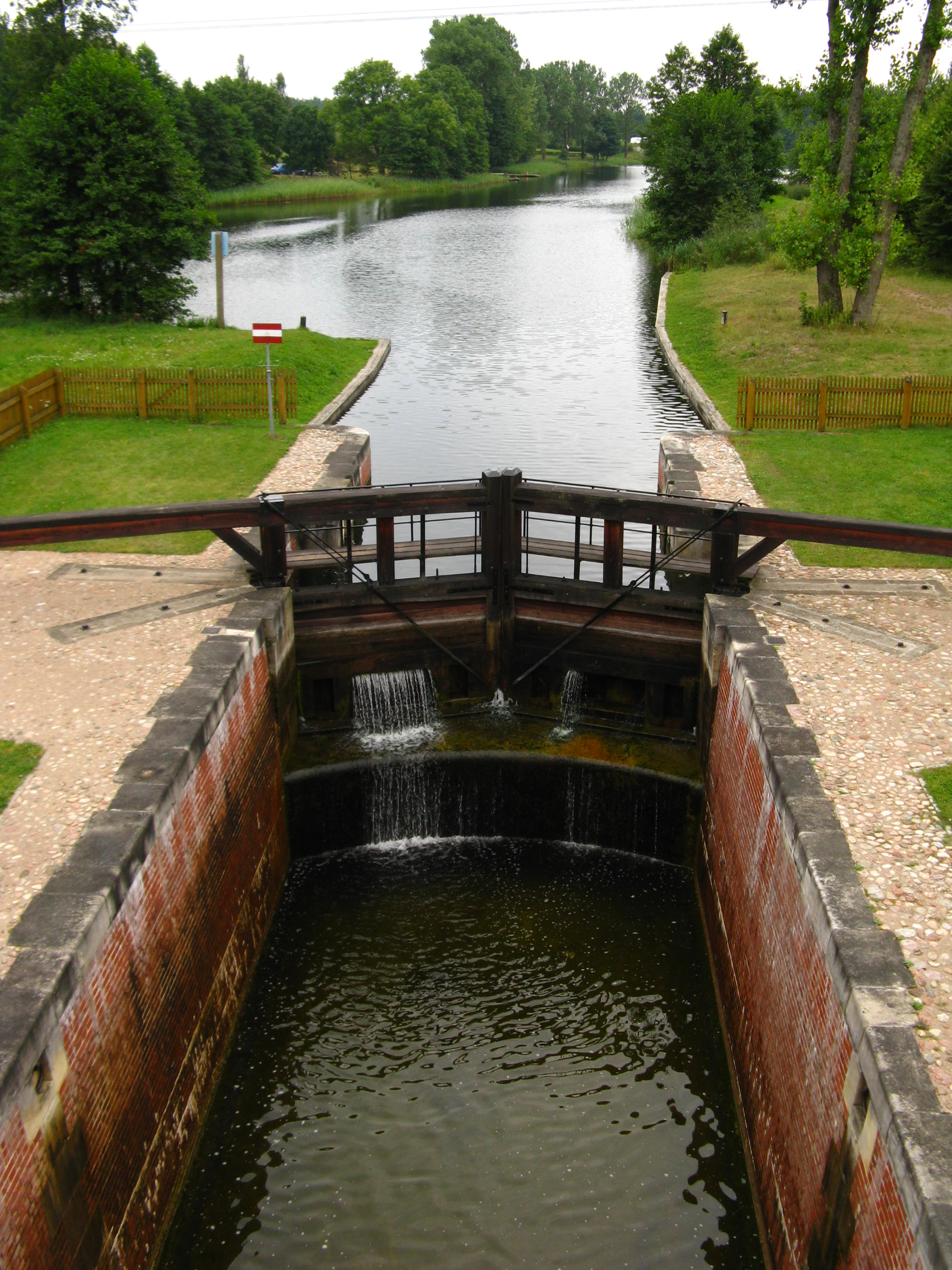
Écluse de Gorczyca PL 2

Le tracé des frontières de la Pologne suivant la Ligne Curzon eut un impact sur le canal. L'accord entre la Pologne et l'URSS sur le tracé des frontières du 16 août 1945 (en) avait tracé un segment de la frontière entre la Pologne et la Biélorussie (à l'époque république soviétique socialiste de Biélorussie) le long de l'écluse appelée Kurzyniec (en) et plus loin le long du canal sur une distance de 3,3 km. Durant les années 1950, la Pologne reconstruisit le canal dans la partie qui commence à Bezbra jusqu'à l'écluse de Tartak (en). Au-delà de cette écluse, tout fut laissé en l'état résultant des dégâts causés pendant la Seconde Guerre mondiale. Du côté de l'URSS, il fut fait de même pour la section depuis le Niémen jusqu'à la frontière polonaise. La partie biélorusse est devenue entretemps un écosystème unique et, en 1970, fut créée la Réserve biologique de Sapockin (en).

### Statut obtenu en 2005
Le 8 juin 2005, un accord fut conclu entre les gouvernements de Pologne et de Biélorussie pour la reconstruction du canal d'Augustów dans la région frontalière. Le but recherché était de restaurer la capacité touristique du canal, d'assurer l'approvisionnement en eau de la Czarna Hańcza et de restaurer l'écosystème naturel de la voie d'eau. En 2005 encore fut ouvert un point de passage à la frontière qui permet le passage de barques et de kayaks aux touristes. En 2008 il fut proposé d'étendre cette possibilité aux piétons et aux cyclistes.
Le canal est proposé aussi sur la liste indicative de reconnaissance en tant que patrimoine de l'humanité de l'UNESCO par la Pologne et la Biélorussie.

## Géographie
Le canal se situe dans une dépression de post-glaciaire. La plupart des vallées de la région des lacs de Mazurie se sont formées à l'époque glaciaire du Pléistocène. Les collines environnantes sont faites de moraines et les lacs sont des lacs de moraines pour la plupart. Le canal est situé dans la longue chaine de lacs et de rivières d'Augustów. La qualité du paysage a permis d'intégrer parfaitement ce canal dans son environnement sur une longueur de plus de cent kilomètres. Du côté polonais la surface du bassin est de 74,25 km2 et du côté biélorusse de 8,42 km2, soit 82,67 km2 au total.
Le canal relie sept lacs de moraines (Necko, Białe, Studzieniczne, Orle, Paniewo, Krzywe et Mikaszewo) et onze rivières (Biebrza, Netta (en), Czarna Hańcza, Klonownica, Plaska (Sucha Rzeczka, Serwianka), Mikaszówka, Perkucia, Szlamica, Wolkuszanka, Ostaszanka et Niémen). Les voies naturelles communiquent par des ouvertures, des écluses et des seuils (barrages). Le long de l'ouvrage, des chemins de halage, des rampes, des routes et des ponts permettent la circulation sur terre. Des bornes indiquent les limites de la zone protégée.

## Économie et tourisme
Le canal a été prévu pour assurer des liaisons avec les ports de la mer Baltique sous le contrôle de la Russie. En définitive, le canal ne fut pas terminé et il ne resta qu'un lien entre la Vistule et le Niémen. Il assurait le transport par hallage avec des chevaux de produits agricoles et forestiers. Il pouvait accueillir des bâtiments d'une longueur de 40 mètres, d'une largeur de 5 m et transportant jusqu'à 10 tonnes de marchandises.
Sa vocation touristique a commencé déjà entre les deux Guerres mondiales du fait des destructions durant la Première Guerre mondiale, de la concurrence du chemin de fer qui se développait encore et de ses possibilités plus rapides de transports lourds que celui-ci offrait. Cette vocation touristique se poursuit malgré les problèmes de frontières entre les différents espaces européens.
Le canal se trouve également à l'extrémité orientale de la Mazurie, région de lacs, et la forêt primaire d'Augustów (en) qui sont autant de points d'attraction pour le tourisme, au carrefour de trois pays : Pologne, Lituanie et Biélorussie.

## Infrastructures

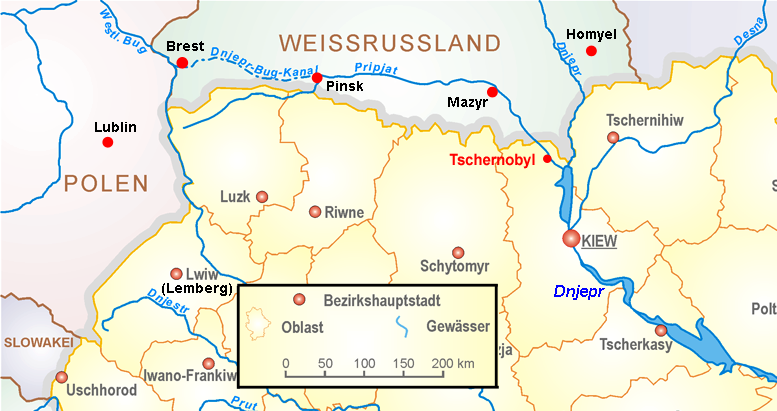
Canal du Pripiat

À son époque le canal était un véritable miracle de la technologie dans cette région d'Europe par la qualité de la construction des écluses. C'est une des premières voie fluviale qui reliait directement deux grands fleuves : la Vistule et le Niémen.
À partir de Grodno, le canal Ogiński (pl) assure une liaison navigable jusqu'à Brest, le canal Dniepr-Boug offre à la navigation, par la région de Prypiat, une liaison vers le Dniepr et la mer Noire. Par la liaison Berezinskaia (ru) et la Dvina, le canal créait également une autre liaison vers le sud et la mer Noire. Les circonstances politiques et technologiques ont fait qu'il n'a jamais été utilisé, comme l'avaient cru les concepteurs, c'est-à-dire vers le nord et la mer Baltique.
|                        |                                      |                         |
| Vue sur les trois sas. | Plaque en mémoire des constructeurs. | Vue du sas le plus bas. |

La partie du canal situé en Biélorussie dispose de trois écluses : de Niemnowa (Niamnova - la plus grande, avec 3 sas, longueur totale de ceux-ci : 43,5 m), de Dąbrówka (Dambroŭka) et de Wołkuszek (Vałkušyk) et deux seuils. À l'écluse de Kurzyniec (en) se trouve la frontière fixée le long de la Ligne Curzon, où en 2005 furent réalisés des travaux transfrontaliers.
|                             |                |                             |
| Accès principal de l'écluse | Vue des portes | Indication du niveau d'eau. |

Liste des écluses :
1. Dębowo (Pologne)
2. Sosnowo (Pologne)
3. Borki (Pologne)
4. Białobrzegi(Pologne)
5. Augustów (Pologne)
6. Przewięź (pl)
7. Swoboda (Pologne)
8. Gorczyca (Pologne)
9. Paniewo (Pologne)
10. Perkuć (pl)
11. Mikaszówka(Pologne)
12. Sosnówek (Pologne)
13. Tartak (Pologne)
14. Kudrynki (Pologne)
15. Кужынец - Kurzyniec (en) (frontière Pologne-Biélorussie)
16. Валкушык (Vałkušyk), originellement Wołkuszek - (Biélorussie)
17. Дамброўка (Dambroŭka), originellement Dąbrówka - (Biélorussie)
18. Нямнова (Niamnova), originellement Niemnowa - (Biélorusse)